# مسمومیت‌های دسته جمعی بومیان استرالیا

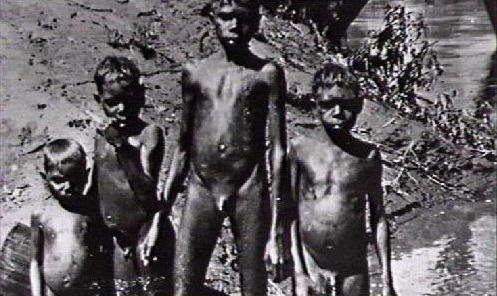
پسران بومی که نزدیک یک چاله آب ایستاده‌اند. ویلیام بست مدعی شد که مسمومیت‌های عمدی در مقیاس وسیع در ویرادجوری محلی از چاله‌های آب مسموم شده رخ داده‌است.

مسمومیت‌های دسته جمعی بومیان استرالیا (انگلیسی: Mass poisonings of Aboriginal Australians) در زمان استعمار استرالیا توسط اروپا رخ داد. مقاومت بومیان در برابر استعمار، مهاجران شهرک‌نشین را بر آن داشت تا به دنبال راه‌هایی برای کشتن یا بیرون راندن آنها از سرزمین خود باشند. در حالی که شهرک‌نشینان معمولاً سعی می‌کردند مقاومت بومیان جزیره استرالیا را از طریق قتل‌عام از بین ببرند، برخی نیز سعی می‌کردند مخفیانه آنها را مسموم کنند. به‌طور معمول، غذا و نوشیدنی مسموم به بومیان داده می‌شد یا در فضای باز که می‌توانند آن را پیدا کنند، مواد مسموم رها می‌شدند.
در حالی که یورش بومیان به خانه‌های مهاجران جدید ممکن است منجر به مصرف محصولات سمی‌ای شده باشد که با غذا اشتباه گرفته شده‌اند، شواهدی وجود دارد که نشان می‌دهد مواد مصرفی آلوده ممکن است آگاهانه در اختیار گروه‌هایی از مردم بومی قرار گرفته باشد یا عمداً در مکان‌های قابل دسترس رها شده باشد. جایی که قبایل محلی آنها را با خود بردند و خوردند. در نتیجه حوادث متعددی از مرگ و میر بومیان به دلیل مصرف مواد سمی در طول دهه‌ها و در مکان‌های مختلف رخ داده‌است.
موارد مستند زیادی از مسمومیت‌ها وجود دارد که برخی از آنها شامل تحقیقات پلیس و دولت است. به نظر می‌رسد این مسمومیت‌ها همزمان با معرفی مواد سمی مورد استفاده در صنعت پرورش گوسفند از دهه ۱۸۲۰ به بعد بوده‌است. مواد شیمیایی مانند آرسنیک، استریکنین)، جیوه(II) کلرید، اقونیطون و هیدروژن سیانید ظاهراً دخیل بودند. هیچ موردی از محکومیت کسی برای مسمومیت عمدی گزارش نشده‌است.